# Geranomyia notatipennis
Geranomyia notatipennis är en tvåvingeart som beskrevs av Enrico Adelelmo Brunetti 1913. Geranomyia notatipennis ingår i släktet Geranomyia och familjen småharkrankar. Inga underarter finns listade i Catalogue of Life.